# Sarry (Yonne)
Sarry es una localidad y comuna francesa situada en la región de Borgoña, departamento de Yonne, en el distrito de Avallon y cantón de Noyers.

## Demografía
| 499 | 554 | 614 | 297 | 475 | 511 | 495 | 503 | 477 | 486 | 460 | 427 | 406 | 397 | 393 | 409 | 387 | 359 | 342 | 324 | 300 | 313 | 307 | 254 | 250 | 236 | 227 | 184 | 176 | 161 | 146 | 185 | 175 |
| Para los censos de 1962 a 1999 la población legal corresponde a la población sin duplicidades (Fuente: INSEE [Consultar]) |     |     |     |     |     |     |     |     |     |     |     |     |     |     |     |     |     |     |     |     |     |     |     |     |     |     |     |     |     |     |     |     |

Gráfico de la evolución de la población de la comuna desde 1793